# Medalla dels Pobles Orientals

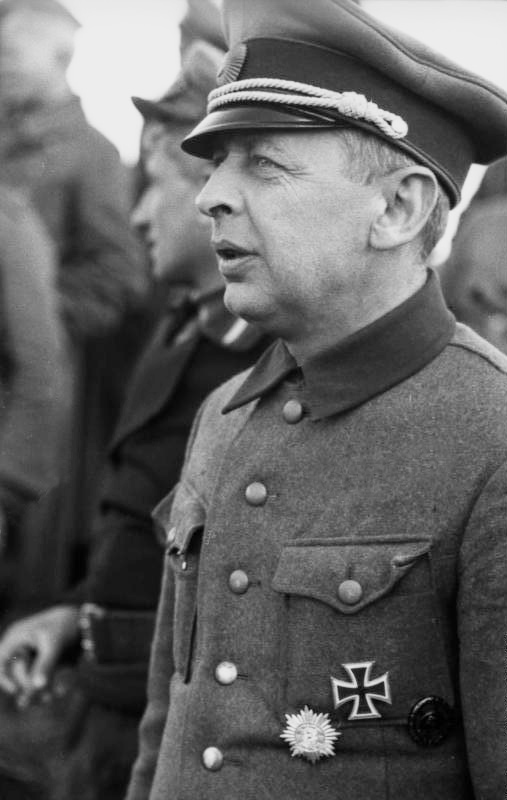
Bronislav Kaminski lluint la 1a clsse de la medalla a la guerrera sota i a l'esquerra de la Creu de Ferro

La Medalla a la Galanteria i al Mèrit per als Membres dels Pobles Orientals (alemany: Tapferkeits und Verdienstauszeichnung für Ostvölker) va ser un premi militar i paramilitar de l'Alemanya nazi. Establert el 14 de juliol de 1942, va ser atorgat al personal de l'antiga Unió Soviètica (Ostvolk en alemany, literalment "poble oriental"), que es va oferir voluntari per lluitar al costat de les forces alemanyes. La Medalla de vegades s'anomena Medalla Ostvolk o Medalla del Poble Oriental, (en alemany: Ostvolkmedaille).
A més de la medalla Ostvolk, els voluntaris orientals també eren elegibles per a les medalles i insígnies de guerra alemanyes.

## Història
El 14 de juliol de 1942, a suggeriment del Reichsführer-SS Himmler, Hitler creà la Medalla dels Pobles Orientals per a ser atorgades al prop d'un milió d'antics soviètics que servien com a voluntaris a la Wehrmacht
En aquells moments els voluntaris no podien optar per a les condecoracions de combat alemanyes, de manera que les unitats fabricaven les seves pròpies medalles, les quals encara que no tenien reconeixement oficial si que mostraven el desig d'aquests pobles per a tenir algun tipus de distinció que reconegués els seus esforços.
Podia concedir-se repetidament, i calia haver rebut la 2a classe per rebre la 1a. A més, cada grau de la 2a classe podia ser concedit fins a 3 vegades a la mateixa persona, podent-se lluir tots alhora. Les dones, per exemple les infermeres, també eren elegibles per a la medalla.
La 1a classe habitualment anava acompanyada d'un estipendi, sovint més benvingut que la pròpia medalla a causa de les pobres circumstàncies econòmiques dels auxiliars soviètics.
Des del novembre de 1942, els oficials alemanys i els suboficials que servien amb unitats d'Ostvolk eren elegibles per a la 1a i 2a classe en plata amb espases, sempre que tinguessin la classe corresponent de la Creu de Ferro. El febrer de 1944, el personal alemany es va convertir en elegible per a la 1a classe i la 2a classe sense espases on tenien la classe corresponent de la Creu al Mèrit de Guerra amb espases.
L'ús dels premis de l'època nazi va ser prohibit el 1945. El 1957 la Medalla del Poble de l'Est va ser una de les condecoracions de la Segona Guerra Mundial reautoritzades per a la República Federal d'Alemanya. Tot i que molts premis es van redissenyar per eliminar l'esvàstica, la Medalla dels pobles orientals original es podia portar sense alterar ja que no portava aquest símbol

## Disseny
La medalla Ostvolk presenta una estrella octogonal amb la forma d'un estel islàmic (vuit puntes) amb un gira-sol al centre envoltar d'una corona de llorer. Hi havia dues classes:
- 1a classe - 50 mm de diàmetre, unit a la butxaca de l'uniforme esquerra mitjançant un passador i un fermall. Es podria atorgar en or o plata.
- 2a classe - 40 mm de diàmetre que es porta en una cinta de 32 mm d'ample des del pit esquerre. Es podria atorgar en or, plata o bronze, cadascun amb un disseny de cinta independent:
- daurat: verd amb una franja vermella cap a cada vora;
- plata: verd amb una franja blanca cap a cada vora;
- bronze: verd llis.

Cada versió d'ambdues classes podria ser premiada amb espases per la valentia en combat o sense espases pel mèrit.

## Classes
| Medalla a la Galanteria i al Mèrit per als Membres dels Pobles Orientals | Medalla a la Galanteria i al Mèrit per als Membres dels Pobles Orientals | Medalla a la Galanteria i al Mèrit per als Membres dels Pobles Orientals | Medalla a la Galanteria i al Mèrit per als Membres dels Pobles Orientals | Medalla a la Galanteria i al Mèrit per als Membres dels Pobles Orientals | Medalla a la Galanteria i al Mèrit per als Membres dels Pobles Orientals | Medalla a la Galanteria i al Mèrit per als Membres dels Pobles Orientals | Medalla a la Galanteria i al Mèrit per als Membres dels Pobles Orientals |
|                                                                          |                                                                          | I. classe                                                                | I. classe                                                                | II. classe                                                               | II. classe                                                               | II. classe                                                               |                                                                          |
| en or                                                                    | en plata                                                                 | en or                                                                    | en plata                                                                 | en bronze                                                                |                                                                          |                                                                          |                                                                          |
| ------------------------------------------------------------------------ | ------------------------------------------------------------------------ | ------------------------------------------------------------------------ | ------------------------------------------------------------------------ | ------------------------------------------------------------------------ | ------------------------------------------------------------------------ | ------------------------------------------------------------------------ | ------------------------------------------------------------------------ |
|                                                                          |                                                                          | Amb espases                                                              | Sense espases                                                            |                                                                          | Amb espases                                                              |                                                                          |                                                                          |
| Galó                                                                     | amb espases                                                              |                                                                          |                                                                          |                                                                          |                                                                          |                                                                          |                                                                          |
| Galó                                                                     | sense espases                                                            |                                                                          |                                                                          |                                                                          |                                                                          |                                                                          |                                                                          |